# André-Guillaume de Géry
Pour les articles homonymes, voir Géry.
André-Guillaume de Géry, né le 17 février 1720 à Reims, mort le 7 octobre 1786 à Paris, était l'abbé de l'abbaye Sainte-Geneviève de Paris.
Il fit ses études au collège de l'université de sa ville puis au collège Sainte-Barbe. Il fut ensuite enseignant de théologie à Ste-Geneviève puis curé de St-Léger de Soissons. Prieur à St-Iréné de Lyon en 1768 avant de passer à St-Vincent de Senlis, il revint dans sa région natale comme curé à Saint-Martin d'Épernay en 1775. Son départ de Paris était dû aux tracasseries de Christophe de Beaumont, archevêque de Paris, qui le soupçonnait de jansénisme.
Il fut élu abbé de l'abbaye Sainte-Geneviève de Paris en 1778, puis supérieur de son ordre.

## Écrits
- Recueil de sermons , Paris, 1788, six volumes.
- Eloge de Jeanne d'Arc, dite la Pucelle d'Orléans, prononcé dans l'église cathédrale d'Orléans le 8 mai 1779, jour anniversaire de la levée du siège de cette ville en 1429 / par M. André-Guillaume de Géry, Abbé de Sainte-Geneviève, Supérieur général des Chanoines-réguliers de la Congrégation de France et de l'ordre du Val-des-Ecoliers; de l'académie de Châlons-sur-Marne,  Paris, de P.-D. Pierres, 1779.
- Discours prononcé à Lyon à l'occasion de l'émeute populaire arrivée dans cette ville, Lyon, 1777.
- Panégyrique de Saint Louis, roi de France. Prononcé en présence de Messieurs de l'Académie de Châlons, le 25 août 1777 / Par M. de Gery, Chanoine Régulier, visiteur de la Congrégation de France et prieur de l'abbaye de Toussaint, Châlons, Seneuze, 1777.
- Oraison funebre de très-haut, très-puissant, très-excellent prince, Louis XV, roi de France et de Navarre : prononcée le 10 juin 1774 dans l'église abbatiale et paroissiale de S. Martin d'Epernay / par M. De Géry, Chanoine régulier, Visiteur de la Congrégation de France, Prieur et Curé d'Epernay, Paris, Ph. D. Pierres, 1774.
- Vie de Saint-Walfroy et notice sur Saint-Géry, Impr. de Pouillard, Charleville, 1851.

## Source
- Henri Menu, Notes biographiques, lettre G, Ms 2148, Bibliothèque Carnegie (Reims).